# Boucle de la Taillat
La Boucle de la Taillat (également dénommée ZNIEFF du Boisement du Mas de L'Ile et Boucle de la Taillat) , localisée sur le territoire des communes de Meylan, de Murianette et de Gières dans le département de l'Isère, est constituée d’un vaste plan d’eau (dénommé lac de la Taillat, situé à Meylan) et de zones boisées enserrés dans une boucle de l’Isère.

## Historique
Ce secteur de l'Isère, en amont de Grenoble, était autrefois recouvert par la forêt alluviale. Il a été transformé par l’homme au début des années 1980. Il s'agit d'une ancienne gravière destinée à la construction de l’autoroute A41 qui relie Grenoble à la frontière suisse (Saint-Julien-en-Genevois).
Les activités d’extraction de matériaux se sont poursuivies jusqu’en 1987, puis, une fois terminées, elles ont laissé un vaste plan d’eau d’environ 17 hectares, sur un site de 40 hectares, réaménagé en vaste espace naturel, labellisée Espace Naturel Sensible (ENS) en 2004 par le conseil départemental de l'Isère.

## Situation et description

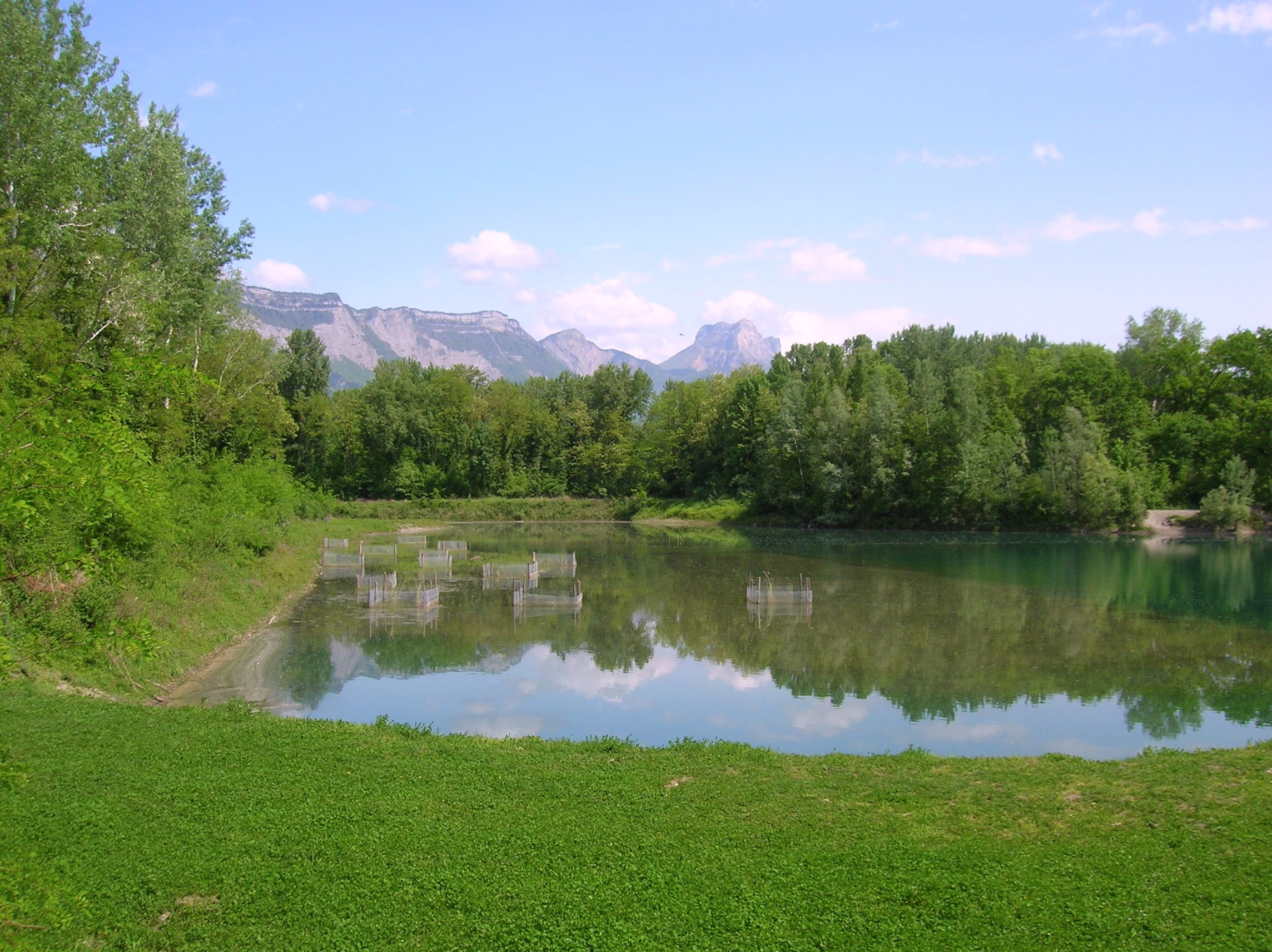
Lac de la Taillat

Située dans une zone fortement urbanisée, dans la partie nord-est de l'agglomération grenobloise et plus précisément sur le territoire de la commune de Meylan, en limite des communes de Murianette et de Gières, la Boucle de la Taillat est un espace naturel sensible du département de l'Isère. Le site est accessible en vélo et à pied depuis l’agglomération par les pistes cyclables du bord de l’Isère.
Ce lieu porte le nom d'une « boucle » de l'Isère car cette rivière forme un méandre qui traverse la zone boisée. Elle compte également un vaste plan d’eau, le lac Taillat, qui permet l'activité de la pêche mais reste interdit à la baignade.
La ZNIEFF du Boisement du mas de L'Ile et Boucle de la Taillat (Zone protégée au titre de la Loi Montagne) porte le no 820032101 et se situe à une altitude de maximale : 221 mètres avec une superficie totale de 174 hectares .
La faune recensée sur la zone naturelle compte 24 espèces dont des castors (Castor fiber), des chauves-souris (Myotis blythii et Pipistrellus pygmaeus), des chevaliers guignettes (Actitis hypoleucos), des milans noirs (Milvus migrans), des guêpiers d'Europe (Merops apiaster), des harles bièvres (Mergus merganser) et des chouettes chevêches (Athene noctua).

## Activités et manifestations
La « Run for them » est une course au profit de la Fondation du souffle, organisée par l’association Savoir oser la solidarité (SOS), afin d’aider la recherche contre les maladies respiratoires. Un des trajets proposées emprunte le sentier de la Boucle de la Taillat.